# Томи Хас
Томас Марио Хас (рођен 3. априла, 1978. године у Хамбургу, Немачка) је бивши немачко-амерички професионални тенисер, који је 13. маја 2002. био на другом месту АТП листе. Освојио је укупно 15 АТП турнира у синглу од чега два мастерс серије. Хас је у четири наврата играо у полуфиналу Гренд слем турнира и то три пута у полуфиналу Отвореног првенства Аустралије и једном на Вимблдону 2009. године, када је у четвртфиналу победио српског тенисера Новака Ђоковића у четири сета. Освајач је сребрне медаље у појединачној конкуренцији на Олимпијским играма у Сиднеју 2000.

## Јуниорска каријера
Најбољи пласман као јуниор остварио је 1995. када је био на 11. месту. Исте године је забележио најзначајнији јуниорски резултат, финале Оранж боула за играче до 18 година (изгубио од Маријана Забалете).
| Јуниорски Гренд слем турнири  | 1993 | 1994 | 1995 | 1996 |
| ----------------------------- | ---- | ---- | ---- | ---- |
| Отворено првенство Аустралије | Н    | Н    | Н    | Н    |
| Ролан Гарос                   | 1К   | Н    | 2К   | ЧФ   |
| Вимблдон                      | Н    | Н    | 2К   | Н    |
| Отворено првенство САД        | Н    | Н    | Н    | Н    |

## Приватни живот
Завршио је средњу школу у Брејдентону на Флориди. Хасов отац Питер (пореклом из Аустрије) је бивши европски шампион у џудоу, а његов школски друг је био познати холивудски глумац и гувернер Калифорније Арнолд Шварценегер. Има две сестре, Сабине и Карин. 27. јануара 2010. добио је америчко држављанство у Тампи. Са глумицом Саром Фостер има две ћерке, Валентину (рођена 14. новембра 2010) и Жозефину (рођена 11. новембра 2015).
Ужива у голфу, скијању на води и вожњи брзих аутомобила. Такође, љубитељ је америчког рвања, а омиљени су му Андертејкер и Стив Остин. Навијач је фудбалских клубова Бајерн Минхен и Хамбургер.

## Финала АТП мастерс 1000 серије

### Појединачно: 2 (1–1)
| Исход     | Бр. | Година | Турнир   | Подлога   | Противник   | Резултат      |
| --------- | --- | ------ | -------- | --------- | ----------- | ------------- |
| Победник  | 1.  | 2001.  | Штутгарт | Тврда (д) | Макс Мирни  | 6–2, 6–2, 6–2 |
| Финалиста | 1.  | 2002.  | Рим      | Шљака     | Андре Агаси | 3–6, 3–6, 0–6 |

## Мечеви за олимпијске медаље

### Појединачно: 1 (1–0)
| Исход  | Година | Турнир                    | Подлога | Противник           | Резултат                     |
| ------ | ------ | ------------------------- | ------- | ------------------- | ---------------------------- |
| Сребро | 2000.  | Олимпијске игре у Сиднеју | Тврда   | Јевгениј Кафељников | 6–7(4–7), 6–3, 2–6, 6–4, 3–6 |

## АТП финала

### Појединачно: 28 (15–13)
| Легенда                        |
| ------------------------------ |
| Гренд слем турнири (0–0)       |
| Завршно првенство сезоне (0–0) |
| Гренд слем куп (0–1)           |
| Олимпијске игре (0–1)          |
| АТП мастерс 1000 (1–1)         |
| АТП 500 (4–4)                  |
| АТП 250 (10–6)                 |

| Финала по подлози |
| ----------------- |
| Тврда (11–7)      |
| Шљака (2–4)       |
| Трава (2–0)       |
| Тепих (0–2)       |

| Финала по локацији |
| ------------------ |
| Отворено (9–7)     |
| Дворана (6–6)      |

| Исход     | Бр. | Датум             | Турнир               | Подлога   | Противник             | Резултат                          |
| --------- | --- | ----------------- | -------------------- | --------- | --------------------- | --------------------------------- |
| Финалиста | 1.  | 19. октобар 1997. | Лион, Француска      | Тепих (д) | Фабрис Санторо        | 4–6, 4–6                          |
| Финалиста | 2.  | 25. октобар 1998. | Лион, Француска (2)  | Тепих (д) | Алекс Коређа          | 6–2, 6–7(6–8), 1–6                |
| Финалиста | 3.  | 17. јануар 1999.  | Окланд, Нови Зеланд  | Тврда     | Сјенг Шалкен          | 4–6, 4–6                          |
| Победник  | 1.  | 21. фебруар 1999. | Мемфис, САД          | Тврда (д) | Џим Куријер           | 6–4, 6–1                          |
| Финалиста | 4.  | 25. јул 1999.     | Штутгарт, Немачка    | Шљака     | Магнус Норман         | 7–6(8–6), 6–4, 6–7(7–9), 0–6, 3–6 |
| Финалиста | 5.  | 3. октобар 1999.  | Минхен, Немачка      | Тврда (д) | Грег Руседски         | 3–6, 4–6, 7–6(7–5), 6–7(5–7)      |
| Финалиста | 6.  | 7. мај 2000.      | Минхен, Немачка      | Шљака     | Франко Скилари        | 4–6, 4–6                          |
| Финалиста | 7.  | 1. октобар 2000.  | Сиднеј, Аустралија   | Тврда     | Јевгениј Кафељников   | 6–7(4–7), 6–3, 2–6, 6–4, 3–6      |
| Финалиста | 8.  | 15. октобар 2000. | Беч, Аустрија        | Тврда (д) | Тим Хенман            | 4–6, 4–6, 4–6                     |
| Победник  | 2.  | 7. јануар 2001.   | Аделејд, Аустралија  | Тврда     | Николас Масу          | 6–3, 6–1                          |
| Победник  | 3.  | 26. август 2001.  | Лонг Ајленд, САД     | Тврда     | Пит Сампрас           | 6–3, 3–6, 6–2                     |
| Победник  | 4.  | 14. октобар 2001. | Беч, Аустрија        | Тврда (д) | Гиљермо Кањас         | 6–2, 7–6(8–6), 6–4                |
| Победник  | 5.  | 21. октобар 2001. | Штутгарт, Немачка    | Тврда (д) | Макс Мирни            | 6–2, 6–2, 6–2                     |
| Финалиста | 9.  | 12. мај 2002.     | Рим, Италија         | Шљака     | Андре Агаси           | 3–6, 3–6, 0–6                     |
| Победник  | 6.  | 18. април 2004.   | Хјустон, САД         | Шљака     | Енди Родик            | 6–3, 6–4                          |
| Победник  | 7.  | 19. јул 2004.     | Лос Анђелес, САД     | Тврда     | Никола Кифер          | 7–6(8–6), 6–4                     |
| Победник  | 8.  | 5. фебруар 2006.  | Делреј Бич, САД      | Тврда     | Гзавје Малис          | 6–3, 3–6, 7–6(7–5)                |
| Победник  | 9.  | 26. фебруар 2006. | Мемфис, САД (2)      | Тврда (д) | Робин Седерлинг       | 6–3, 6–2                          |
| Победник  | 10. | 30. јул 2006.     | Лос Анђелес, САД (2) | Тврда     | Дмитриј Турсунов      | 4–6, 7–5, 6–3                     |
| Победник  | 11. | 25. фебруар 2007. | Мемфис, САД (3)      | Тврда (д) | Енди Родик            | 6–3, 6–2                          |
| Победник  | 12. | 14. јун 2009.     | Хале, Немачка        | Трава     | Новак Ђоковић         | 6–3, 6–7(4–7), 6–1                |
| Победник  | 13. | 17. јун 2012.     | Хале, Немачка (2)    | Трава     | Роџер Федерер         | 7–6(7–5), 6–4                     |
| Финалиста | 10. | 22. јул 2012.     | Хамбург, Немачка     | Шљака     | Хуан Монако           | 5–7, 4–6                          |
| Финалиста | 11. | 5. август 2012.   | Вашингтон, САД       | Тврда     | Александар Долгополов | 7–6(9–7), 4–6, 1–6                |
| Финалиста | 12. | 18. фебруар 2013. | Сан Хозе, САД        | Тврда (д) | Милош Раонић          | 4–6, 3–6                          |
| Победник  | 14. | 5. мај 2013.      | Минхен, Немачка      | Шљака     | Филип Колшрајбер      | 6–3, 7–6(7–3)                     |
| Победник  | 15. | 20. октобар 2013. | Беч, Аустрија        | Тврда (д) | Робин Хасе            | 6–3, 4–6, 6–4                     |
| Финалиста | 13. | 9. фебруар 2014.  | Загреб, Хрватска     | Тврда (д) | Марин Чилић           | 3–6, 4–6                          |

### Парови: 1 (1–0)
| Легенда                        |
| ------------------------------ |
| Гренд слем турнири (0–0)       |
| Завршно првенство сезоне (0–0) |
| АТП мастерс 1000 (0–0)         |
| АТП 500 (0–0)                  |
| АТП 250 (1–0)                  |

| Финала по подлози |
| ----------------- |
| Тврда (1–0)       |
| Шљака (0–0)       |
| Трава (0–0)       |

| Финала по локацији |
| ------------------ |
| Отворено (0–0)     |
| Дворана (1–0)      |

| Исход    | Бр. | Датум             | Турнир        | Подлога   | Партнер         | Противници                   | Резултат |
| -------- | --- | ----------------- | ------------- | --------- | --------------- | ---------------------------- | -------- |
| Победник | 1.  | 16. фебруар 2009. | Сан Хозе, САД | Тврда (д) | Радек Штјепанек | Рохан Бопана Јарко Нијеминен | 6–2, 6–3 |

## Остала финала

### Тимска такмичења: 2 (2–0)
| Исход    | Бр. | Датум         | Турнир                                       | Подлога | Партнери                                     | Противници                                                   | Резултат |
| -------- | --- | ------------- | -------------------------------------------- | ------- | -------------------------------------------- | ------------------------------------------------------------ | -------- |
| Победник | 1.  | 24. мај 1998. | Светско екипно првенство, Диселдорф, Немачка | Шљака   | Никола Кифер Давид Приносил Борис Бекер      | Петр Корда Слава Доседел Данијел Вачек Кирил Сук             | 3–0      |
| Победник | 2.  | 21. мај 2005. | Светско екипно првенство, Диселдорф, Немачка | Шљака   | Никола Кифер Флоријан Мајер Александар Васке | Гастон Гаудио Гиљермо Корија Гиљермо Кањас Хуан Игнасио Чела | 2–1      |

### Егзибициони турнири: 1 (0–1)
| Исход     | Бр. | Датум            | Турнир              | Подлога | Противник  | Резултат      | Извор |
| --------- | --- | ---------------- | ------------------- | ------- | ---------- | ------------- | ----- |
| Финалиста | 1.  | 14. јануар 2006. | Мелбурн, Аустралија | Тврда   | Енди Родик | 3–6, 6–7(6–8) | [ 8 ] |